# Harry Thomas
Harry Thomas (eigentlich Reginald Thomas Broughton, * 24. März 1890 in Bristol; † 11. Juli 1941 in Montréal) war ein kanadischer Pianist und Komponist britischer Herkunft, der im Ragtime bzw. im frühen Jazz hervorgetreten ist.

## Leben und Wirken
Thomas, der auf seinem Instrument Autodidakt war, kam 1909 nach Montréal und spielte um 1920 als Pianist in Stummfilmkinos, zunächst im Regent. Gemeinsam mit Willie Eckstein, von dem er lernte, schrieb er die Kompositionen Perpetual Rag und Delirious Rag, letztere nahm Thomas 1916 für Victor Talking Machine Company auf, die erste Ragtime-78er des Labels.  Um 1920 zog Thomas nach Halifax, wo er bis zum Ende des Jahrzehnts in Filmtheatern als Pianist wirkte. Seine späteren Jahre verbrachte er in Montréal, wo er Musiker in Cabarets war und um die Mitte der 1930er-Jahre in Vergessenheit geriet. Thomas war am Ende seines Lebens völlig verarmt; er starb 1941 an einer Infektion in Folge seines Alkoholismus.
Von Thomas liegen 18 Pianorollen vor, die zwischen 1916 und 1919 in den Vereinigten Staaten für die Verlage QRS, Metro-Art, Rhythmodik und Duo-Art entstanden sind; des Weiteren spielte er sowohl als Solist für Victor als auch in Triobesetzung (mit Alex Lajoie, Saxophon, und Howard Wyness, Vibraphon) für HMV und Starr-Gennett 29 Stücke auf Schallplatte ein. Auf Grund seiner Fähigkeit zur Improvisation wertete Jack Litchfield ihn als einen der frühesten Jazzmusiker Kanadas.

## Diskographische Hinweise
- Jazz and Hot Dance in Canada, Volume 14